# Pedro Barros
Pedro de Silva Barros (* 15. März 1995 in Florianópolis) ist ein brasilianischer Skateboarder.

## Werdegang
Die Skateboard-Karriere von Pedro Barros begann 2008, als er bei den X Games das Vert Amateur-Event gewinnen konnte. Im Folgejahr belegte er bei den X Games 2009 in der gleichen Disziplin den dritten Platz und wurde Zweiter beim Red-Bull-Crossover. 2010 folgte dann seine erste Goldmedaille bei den X Games 2010 in der Disziplin Park. Außerdem gewann er den Gesamt-Bowl-Titel des World Cup of Skateboarding.
2011 folgte ein zweiter Platz in der Park-Disziplin bei den X Games Park und ein 14. Platz im Vert Wettbewerb. Zudem konnte er erneut den Gesamt-Bowl-Titel des World Cup Skateboarding gewinnen. 2012 gewann er erneut Gold im X Games Park und gewann die Vans BOWL-A-RAMA in New York. Zum dritten Mal in Folge gewann er den Gesamt-Bowl-Titel des World Cup of Skateboarding.
2013 konnte er in Barcelona und Foz do Iguaçu jeweils eine weitere X-Games-Goldmedaille in der Disziplin Park gewinnen. Zudem sicherte er sich in der gleichen Disziplin bei den X Games in München die Silbermedaille. Zudem gewann Barros vier Jahre in Folge Gesamt-Bowl-Titel des World Cup Skateboarding. Seine fünfte Goldmedaille bei den X Games sicherte er sich 2014 im Park-Event in Austin. Im selben Jahr gewann er außerdem die Volcom BOWL-A. und landete auf dem dritten Platz in der Bowl-Rangliste des World Cup Skateboarding. 2015 gewann er Silber bei den X Games im Park Event.
2016 sicherte er sich seine sechste Goldmedaille bei den X Games im Parkwettbewerb und siegte bei der Vans Pool Party sowie bei der Vans Park Series in Florianopolis. Zudem wurde er 2016 in Malmö Vizeweltmeister.
2017 gewann Barros die Vans Park Series in Vancouver und São Paulo, wurde Dritter in Sydney und Zweiter bei der Tour-Stop-Bahn in Malmö. Außerdem verteidigte er seinen Vizeweltmeistertitel vom Vorjahr.
2018 gewann Barros das Vans Park Series-Event in Vancouver und erreichte drei zweite Plätze bei den Events in Suzhou, São Paulo und Huntington Beach. Des Weiteren siegte er bei der Red Bull Bowl Rippers in Marseille und wurde in Nanjing Weltmeister.
Bei den Olympischen Sommerspielen 2020 in Tokio, die aufgrund der COVID-19-Pandemie 2021 stattfanden, gewann Barros bei der olympischen Premiere der Sportart die Silbermedaille im Park-Wettkampf.

## Sonstiges
Zu seinem 27. Geburtstag präsentierte Barros seine eigene Biermarke LayBack und seine Modemarke Privo.